# Corynoneura lemnae
Corynoneura lemnae är en tvåvingeart som beskrevs av Ignaz Rudolph Schiner 1866. Corynoneura lemnae ingår i släktet Corynoneura och familjen fjädermyggor.
Artens utbredningsområde är Österrike. Inga underarter finns listade i Catalogue of Life.